# Калнынь, Эдуард Фридрихович
Эдуард Фридрихович Калнынь (Эдуард Волдемар Калныньш, латыш. Eduards Kalniņš; 12 [25] октября 1904, Рига — 18 мая 1988, Рига) — латышский, советский художник-живописец, педагог. Народный художник СССР (1975).

## Биография
Учился в коммерческой школе В. Олавса (1912–1914), в художественной студии в Томске у Я. Мошкевича (1914—1918) и в Латвийской Академии художеств в Риге (1922—1932) у В. Пурвитиса.
Вместе с рыбаками уходил в море. Поселившись на берегу моря, писал многочисленны этюды, натюрморты из морских уловов рыбаков, лодки на берегу, песчаные пляжи Балтики.
В 1935 году как стипендиат Академии получил командировку в Италию. Впечатления от этой поездки отразились в ярких и красочных итальянских видах («Итальянский пейзаж. В Палермо», 1937; «Рим», 1937 – оба в Государственном художественном музее Латвии, Рига).
Автор монументальных картин, посвященных труду рыбаков, спортивным яхтным состязаниям и величественной, красоте морской стихии. В 1946 году написал полотно «Новые паруса» (Художественный музей Латвии, Рига), как бы открывающее историю латвийской советской послевоенной живописи. Это одно из лучших произведений художника. Лишенное внешней парадности полотно просто и эмоционально повествует о нелегкой жизни рыбаков. Среди картин 1950-х годов важное место принадлежит большому полотну художника «Седьмая балтийская регата», посвященная ежегодному празднику на Балтике, в котором принимали участие лучшие яхтсмены страны (1954, ГТГ). В 60-х годах всё чаше пишет море — и картины о моряках, о гонках и виды моря, жизнь морских просторов, переменчивые и манящие дали («На дистанции» 1967, «Взморье» 1974). В этих произведениях опытного художника властвует романтическое начало («Круто по ветру», 1962; Художественный музей, Калуга).
Преподавал в Академии художеств Латвийской ССР (с 1945; профессор с 1955).
Был членом жюри всесоюзных выставок, членом экспертной комиссии Министерства культуры.
Действительный член Академии художеств СССР (1970). Был председателем правления Московского общества художников, а также членом обществ «Зелёная ворона» (1929—1940) «Садарбс» (1930—1939). Член Союза художников Латвийской ССР. Член правления Союза художников СССР.
Умер 18 мая 1988 года в Риге. Похоронен на кладбище Райниса.

## Награды и звания
- Народный художник Латвийской ССР (1963)
- Народный художник СССР (1975)
- Государственная премия Латвийской ССР (1974)
- Орден Ленина (1984)
- Орден Трудового Красного Знамени (1956)
- Премия Латвийского культурного фонда (1933, 1935, 1937, 1940)
- Бронзовая медаль Всемирной выставки в Брюсселе (1958)
- Золотая медаль Академии художеств СССР (1973) — за творческие достижения.

## Персональные выставки
- Рига (1939, 1984)
- Мадона (1979)
- Кримулд (1980)
- Токио (1977)
- Москва (1985)

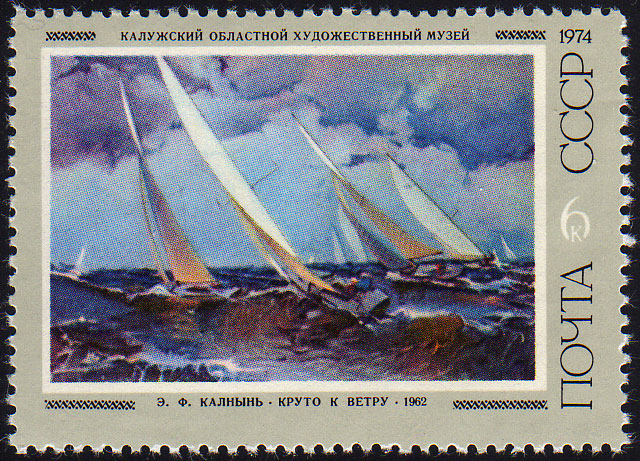
Почтовая марка СССР, 1974 год: картина «Круто к ветру»

Произведения находятся в ГТГ, Москва; ГРМ, Санкт-Петербург; Государственном художественном музее Латвии; Львовской галерее искусств и других собраниях.